# Troy Aikman
Troy Kenneth Aikman (West Covina, Californië, 21 november 1966) is een Amerikaans voormalig Americanfootballspeler voor de Dallas Cowboys in de National Football League. Aikman speelde als quarterback, won driemaal de Super Bowl en is in 2006 opgenomen in de Pro Football Hall of Fame.